# Григорьев, Аполлон Александрович
Аполло́н Алекса́ндрович Григо́рьев (20 июля [1 августа] 1822, Москва — 25 сентября [7 октября] 1864, Санкт-Петербург) — русский поэт, литературный и театральный критик, переводчик, мемуарист, идеолог почвенничества, автор ряда популярных песен и романсов.

## Биография
Родился 20 июля (1 августа) 1822 года (по другим данным 16 (28) июля) в Замоскворечье от связи судебного чиновника, титулярного советника Александра Ивановича Григорьева (1788—1863) с крепостной, дочерью крепостного кучера. Лишь после венчания родителей в 1823 году его забрали из Воспитательного дома.
Картины детства в самом сердце купеческой Москвы были впоследствии воскрешены им в книге воспоминаний «Мои литературные и нравственные скитальчества», которая, по мнению Д. Мирского, «передаёт запах и вкус эпохи» не хуже, чем «Былое и думы» Герцена.
Воспитывался в доме родителей в Замоскворечье. Учился (1829) у студента-медика Московского университета С. И. Лебедева священной истории, катехизису, латыни и математике. Продолжил обучение (1836—1838) под руководством И. Д. Беляева, преподававшего в те годы в пансионе М. П. Погодина. В 1838 году поступил на юридический факультет Московского университета слушателем.
Учёба была для Григорьева единственным способом выделиться, избавиться от комплекса неполноценности перед сверстниками: по его собственному признанию «плакал над учебниками, посвящёнными наукам, к которым не имел расположения, постоянно дрожал от страха об отчислении». В результате окончил курс юридического факультета «первым кандидатом» (1842), его сочинение высоко оценили Т. Н. Грановский, Н. И. Крылов и сам попечитель С. Г. Строганов. В годы студенчества Григорьев организовал у себя дома философский кружок, в который входили С. М. Соловьёв, А. А. Фет (он жил в это время в доме Григорьевых), Я. П. Полонский, К. Д. Кавелин, В. А. Черкасский, Н. М. Орлов. В кружке обсуждались идеи Гегеля.
С декабря 1842 по август 1843 года заведовал библиотекой университета, с августа 1843 служил секретарём Совета университета.
Потерпев фиаско в любви (к Антонине Фёдоровне Корш), Григорьев внезапно уехал в Петербург, где служил в Управе благочиния и Сенате. С лета 1845 года целиком посвятил себя литературным занятиям.

### Начало творческого пути

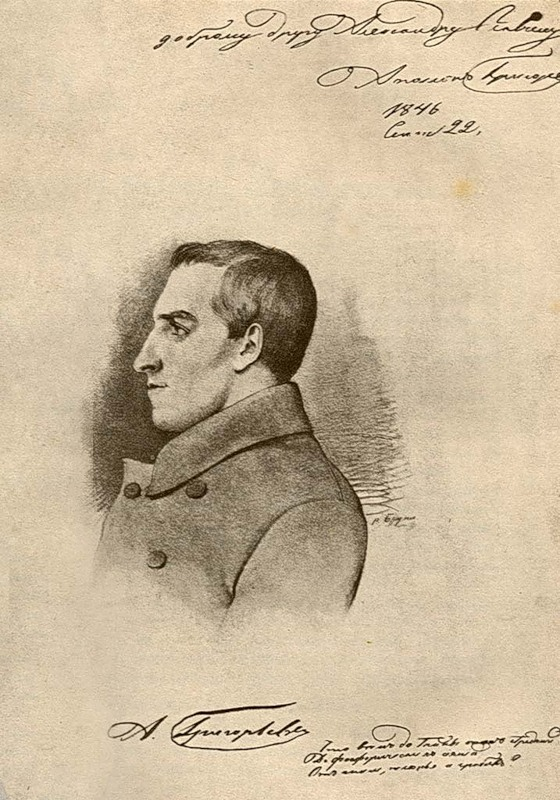
Аполлон Григорьев. Рисунок А. К. Бруни (1846)

Дебютировал в печати стихотворением «Доброй ночи!», опубликованным под псевдонимом А. Трисмегистов в журнале «Москвитянин» (1843, № 7). В 1844—1846 рецензии на драматические и оперные спектакли, статьи и очерки, стихи и стихотворную драму «Два эгоизма», повести «Человек будущего», «Моё знакомство с Виталиным», «Офелия» помещал в журнале «Репертуар и Пантеон». Одновременно переводил («Антигона» Софокла, «Школа мужей» Мольера), эпизодически участвовал в других изданиях.
В 1846 году Григорьев издал отдельной книжкой свои стихотворения, встреченные критикой не более как снисходительно. Впоследствии Григорьев не много уже писал оригинальных стихов, но много переводил: из Шекспира («Сон в летнюю ночь», «Венецианского купца», «Ромео и Джульетту») из Байрона («Паризину», отрывки из «Чайльд Гарольда» и др.), Мольера, Делавиня. Образ жизни Григорьева за всё время пребывания в Петербурге был самый бурный, и пьянство, привитое студенческим разгулом, всё более и более его захватывало.
В 1847 году Григорьев переселился в Москву. Женитьба на Лидии Фёдоровне Корш, сестре своей первой любви — Антонины и известных литераторов Е. Ф. Корша и В. Ф. Корша, ненадолго сделала его человеком правильного образа жизни. Он деятельно сотрудничал в «Московском городском листке», был учителем законоведения в Александровском сиротском институте (1848), в 1850 году был переведён в Московский воспитательный дом (до августа 1853), с марта 1851 г. до мая 1857 г. был учителем законоведения в 1-й московской гимназии.
Благодаря знакомству с А. Д. Галаховым завязались сношения с журналом «Отечественные записки», в котором Григорьев выступал в качестве театрального и литературного критика в 1849—1850 годах.

### «Молодая редакция» «Москвитянина»
В конце 1850 года Григорьев возглавил кружок авторов, известный как «молодая редакция» журнала «Москвитянин». Без всяких усилий со стороны представителей «старой редакции» — М. П. Погодина и С. П. Шевырёва, как-то сам собою вокруг их журнала собрался, по выражению Григорьева, «молодой, смелый, пьяный, но честный и блестящий дарованиями» дружеский кружок, в состав которого входили А. Н. Островский, Писемские, Б. Н. Алмазов, А. А. Потехин, Печёрский-Мельников, Е. Н. Эдельсон, Л. А. Мей, Николай Берг, Горбунов и др. Никто из них не был славянофилом правоверного толка, но всех их «Москвитянин» привлекал тем, что здесь они могли свободно обосновывать своё общественно-политическое миросозерцание на фундаменте русской действительности. Согласно воспоминаниям современника:

Тут были и провинциальные актёры, и купцы, и мелкие чиновники с распухшими физиономиями — и весь этот мелкий сброд, купно с литераторами, предавался колоссальному, чудовищному пьянству… Пьянство соединяло всех, пьянством щеголяли и гордились.

Григорьев был главным теоретиком кружка. В завязавшейся борьбе с петербургскими журналами «оружие» противников всего чаще направлялось именно против него. Борьба эта Григорьевым велась на принципиальной почве, но ему обыкновенно отвечали на почве насмешек: оттого что петербургская критика, в промежуток между Белинским и Чернышевским, не могла выставить людей, способных к идейному спору, и оттого что Григорьев своими преувеличениями и странностями сам давал повод к насмешкам. Особенные глумления вызывали его ни с чем несообразные восторги Островским, который был для него не простой талантливый писатель, а «глашатай правды новой».
В эти годы Григорьев выдвинул теорию «органической критики», согласно которой искусство, включая литературное, должно органически произрастать из национальной почвы. Таковы Островский и его предшественник Пушкин с его «кроткими людьми», изображёнными в «Капитанской дочке». Совершенно чужд русскому характеру, по мысли Григорьева, байронический «хищный тип», ярче всего представленный в русской литературе Печориным.
Островского Григорьев комментировал не только статьями, но и стихами, и при том очень плохими — например, «элегией-одой-сатирой» «Искусство и правда» (1854), вызванной представлением комедии «Бедность не порок». Любим Торцов не на шутку провозглашался здесь представителем «русской чистой души» и ставился в укор «Европе старой» и «Америке беззубо-молодой, собачьей старостью больной». Десять лет спустя сам Григорьев с ужасом вспоминал о своей выходке и единственное ей оправдание находил в «искренности чувства». Такого рода бестактные и крайне вредные для престижа идей, им защищаемых, выходки Григорьева были одним из характерных явлений всей его литературной деятельности и одной из причин малой его популярности.
Вечера единомышленники часто проводили в кабаках, где «мертвецки пьяные, но чистые сердцем, целовались и пили с фабричными», заслушивались цыганскими хорами, упрекали Запад за бездуховность и превозносили русский национальный характер. Характерна выдержка из письма Григорьева Эдельсону от 23 ноября 1857 года (день именин А. Н. Островского):

Две годовщины этого дня меня терзали: одна — когда читалась «Бедность не порок» и ты блевал наверху, и когда читалась «Не так живи, как хочется» и ты блевал внизу в кабинете.

Чем больше писал Григорьев, тем больше росла его непопулярность, в 1860-х годах достигшая своего апогея. Со своими туманнейшими и запутаннейшими рассуждениями об «органическом» методе и разных других абстракциях, он до такой степени был не ко двору в эпоху «соблазнительной ясности» задач и стремлений, что уже над ним и смеяться перестали, перестали даже читать его. Большой поклонник таланта Григорьева и редактор «Времени», Фёдор Достоевский, с негодованием заметивший, что статьи Григорьева прямо не разрезаются, дружески предложил ему раз подписаться псевдонимом и хоть таким контрабандным путём привлечь внимание к своим статьям.

### Последние годы жизни
В «Москвитянине» Григорьев писал до его прекращения в 1856 году, после чего работал в «Русской беседе», «Библиотеке для чтения», первоначальном «Русском слове», где был некоторое время одним из трёх редакторов, в «Русском мире», «Светоче», «Сыне отечества» А. В. Старчевского, «Русском вестнике» М. Н. Каткова — но устроиться прочно ему нигде не удавалось. В 1861 году возникло «Время» братьев Достоевских, и Григорьев как будто опять вошёл в прочную литературную пристань.

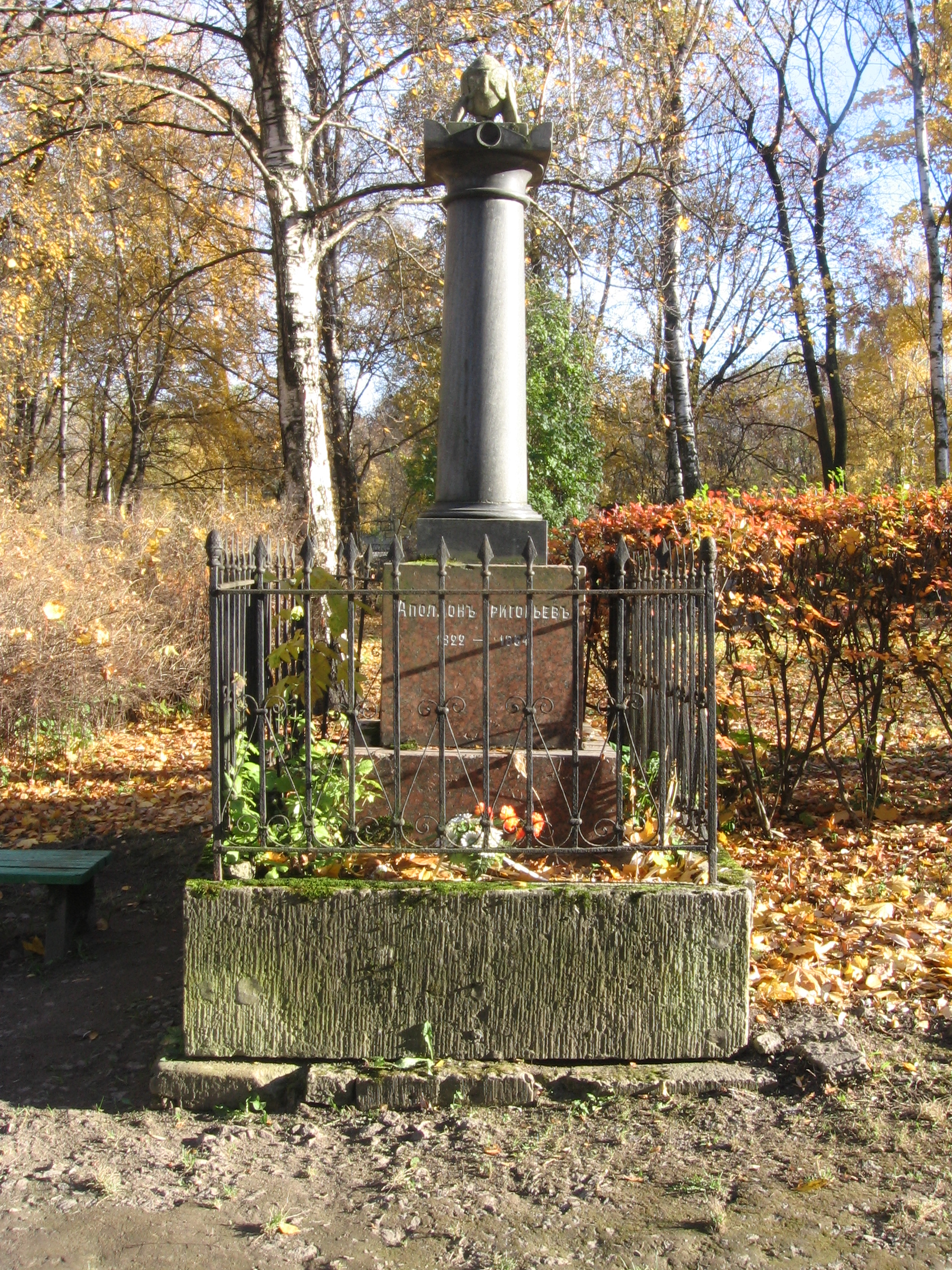
Надгробие Аполлона Григорьева на Литераторских мостках

Как и в «Москвитянине», здесь группировался целый кружок писателей «почвенников» — Страхов, Аверкиев, Достоевские и другие, — связанных между собою как общностью симпатий и антипатий, так и личною дружбою. К Григорьеву они все относились с искренним уважением. В журналах «Время» и «Эпоха» Григорьев публиковал литературно-критические статьи и рецензии, мемуары, вёл рубрику Русский театр.
Вскоре почувствовал и в этой среде какое-то холодное отношение к его мистическим вещаниям. В том же 1861 году уехал в Оренбург учителем русского языка и словесности в кадетском корпусе. Не без увлечения взялся Григорьев за дело, но весьма быстро остыл. Через год вернулся в Петербург и снова зажил беспорядочной жизнью литературной богемы, до сидения в долговой тюрьме включительно. В 1863 году «Время» было запрещено. Григорьев перекочевал в еженедельный «Якорь». Он редактировал газету и писал театральные рецензии, неожиданно имевшие большой успех благодаря необыкновенному одушевлению, которое Григорьев внёс в репортёрскую рутину и сушь театральных отметок. Игру актёров он разбирал с такой же тщательностью и с таким же страстным пафосом, с каким относился к явлениям остальных искусств. При этом он, кроме тонкого вкуса, проявлял и большое знакомство с немецкими и французскими теоретиками сценического искусства.
В 1864 году «Время» воскресло в форме «Эпохи». Григорьев опять взялся за амплуа «первого критика», но уже ненадолго. Запой, перешедший прямо в физический недуг, сильно подорвал здоровье Григорьева. Умер 25 сентября (7 октября) 1864 года в Петербурге (от инсульта). Был похоронен на Митрофаниевском кладбище, рядом с могилой своего союзника по «Москвитянину» (и такой же жертвы вина) Льва Мея; в 1934 году прах был перенесён на Литераторские мостки. Разбросанные по разным журналам статьи Григорьева были в 1876 году собраны в один том Н. Н. Страховым.